# Padjelanta
Padjelanta (eller Badjelánnda med modern lulesamisk stavning) är den största nationalparken i Sverige och ligger i Lappland vid gränsen mot Norge. I öster gränsar nationalparken till Sarek. Parken är huvudsakligen en högplatå kring sjöarna Vásstenjávrre och Virihávrre. På sommaren bedriver samer renskötsel i vistena Stáloluokta och Árasluokta samt vistena vid östra sidan av sjöarna Vásstenjávrre, Sáluhávrre och Guvtjávrre. Padjelanta/Badjelánnda är samiska och betyder "det högre landet". Padjelanta ingår i världsarvet Laponia.
Växterna raggfingerört och grusnarv finns inte på något annat ställe i Sverige. Typiska djurarter är ren, fjällräv, lämmel, röding, fjälluggla, järv och kungsörn.
Genom parken passerar Padjelantaleden med fjällstugor på en dagsetapps avstånd.
Här finns också Sveriges otillgänglighetspol, platsen längst bort från civilisationen, vid Rissájávrre med koordinaterna 67°18.199′N 17°05.989′Ö / 67.303317°N 17.099817°Ö

## Galleri

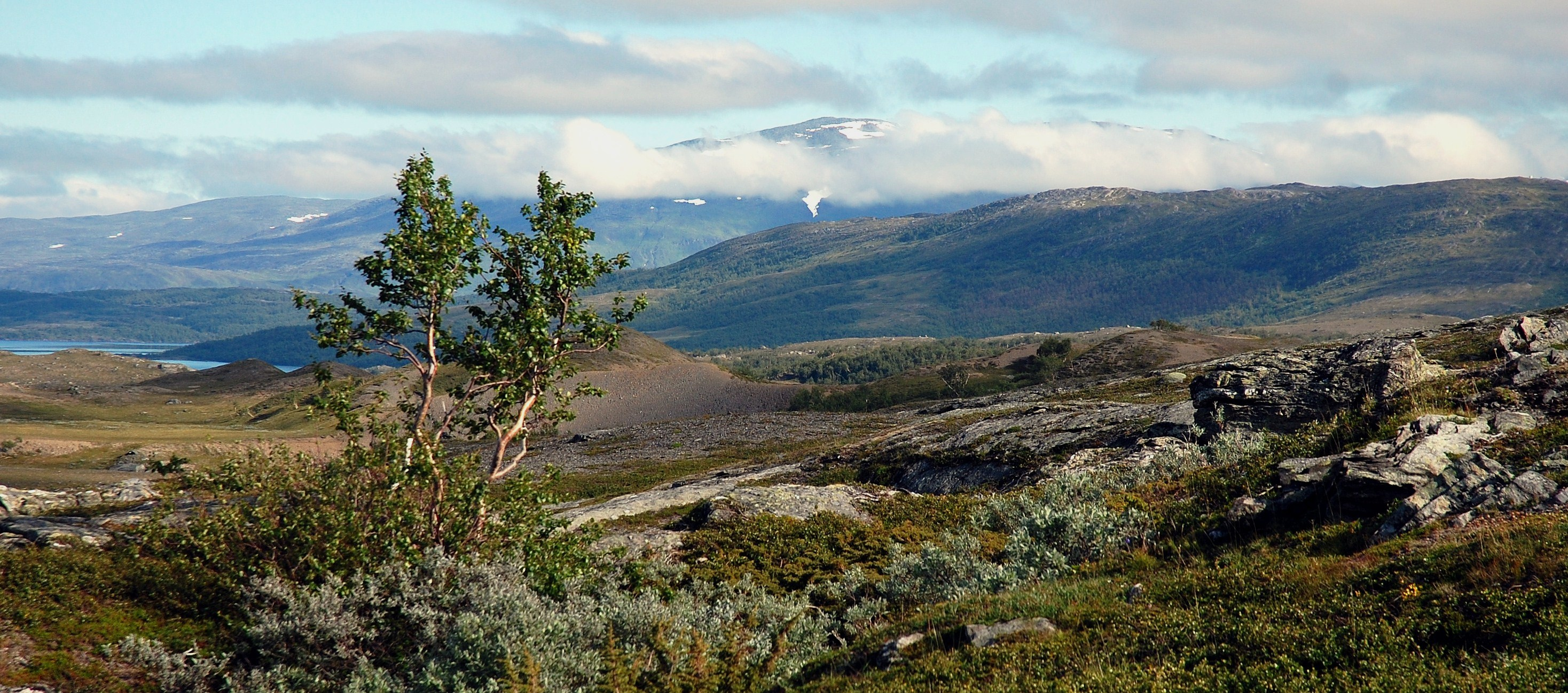
Padjelanta mot norr.
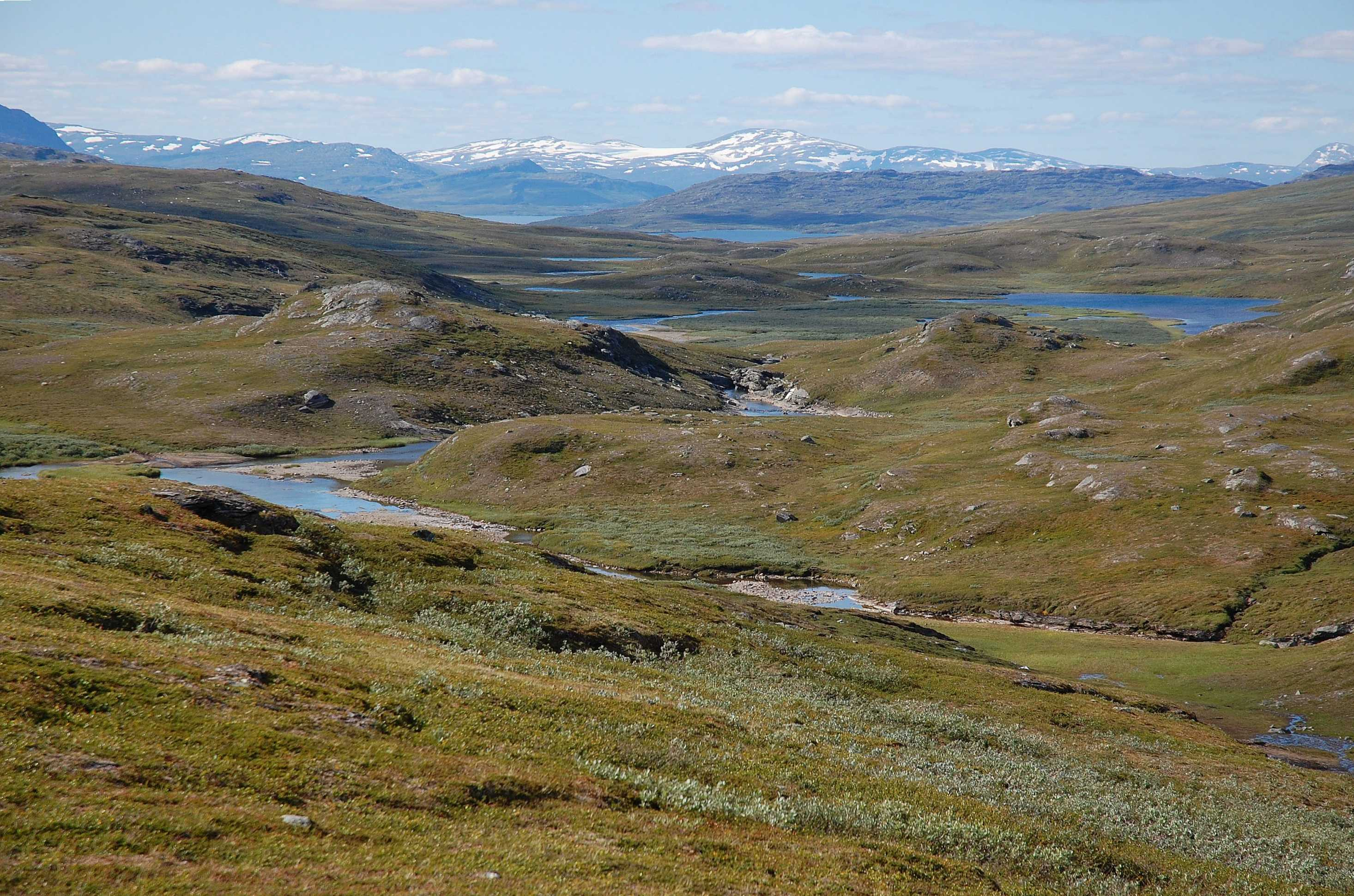
Mellan Darreluoppal och Stáloluokta.
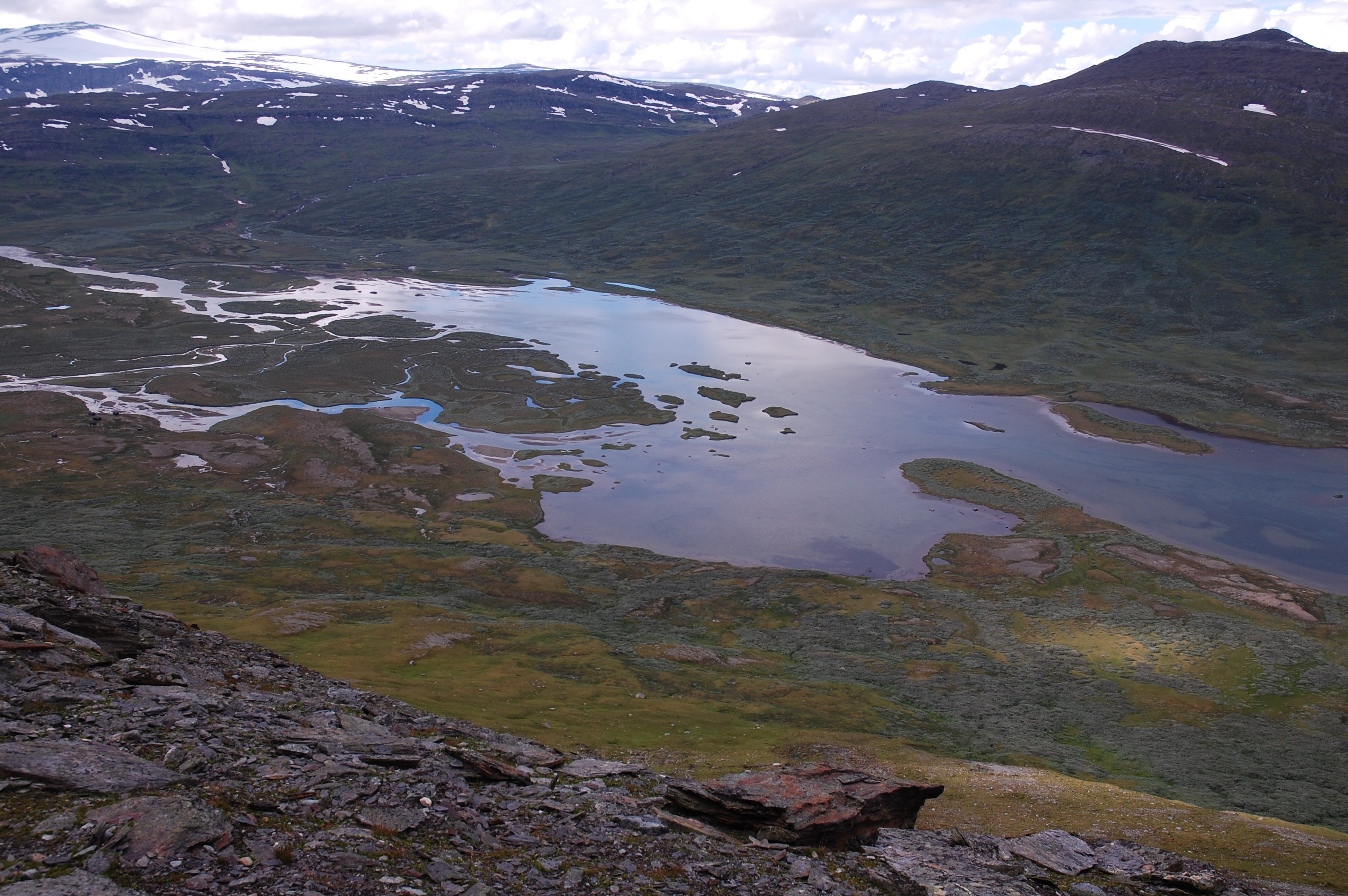
Gáhpesluoppal i närheten av Stáddájåhkåstugorna.
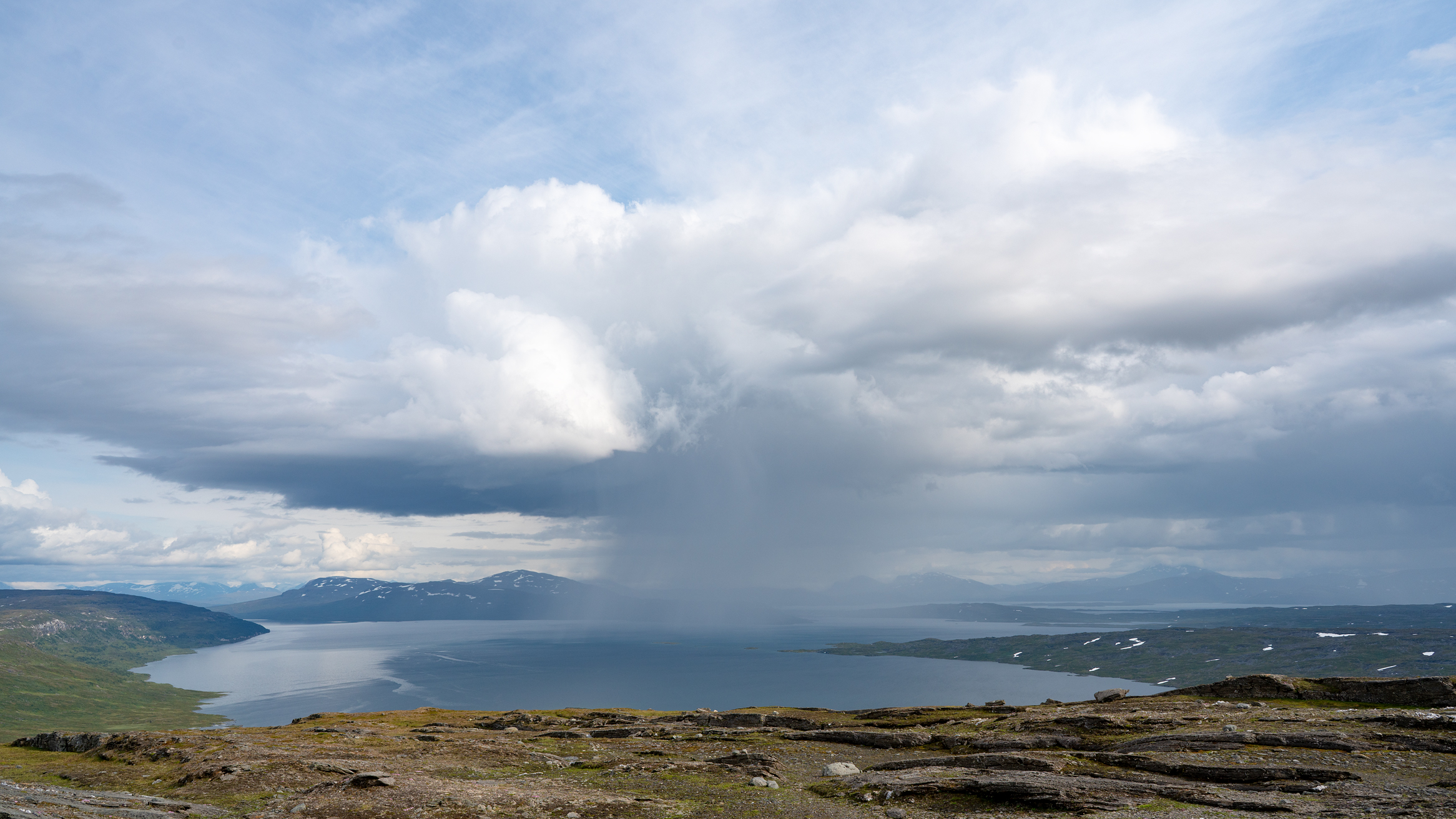
Vy mot västra Vásstenjávrre från Guovddelisvárre.
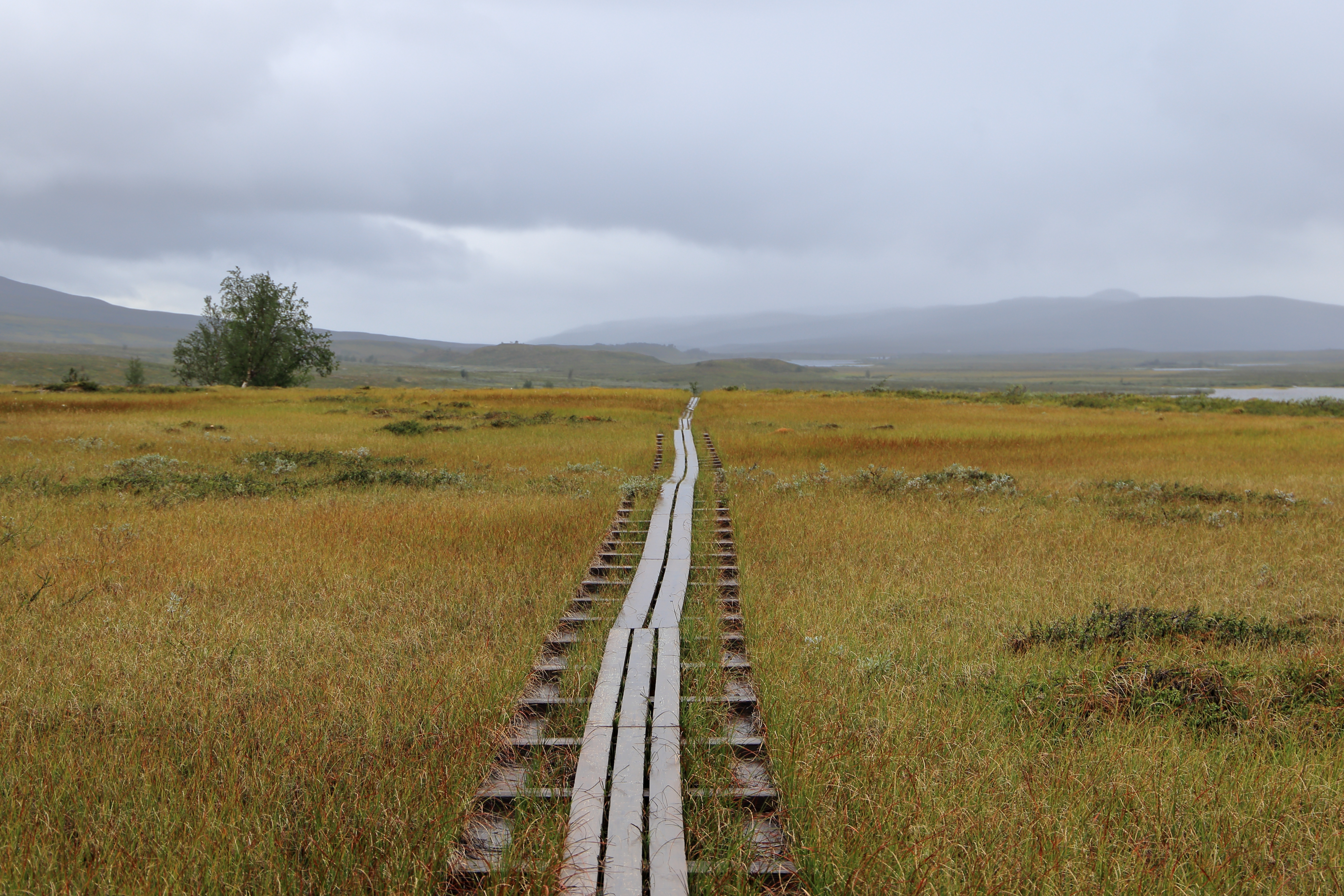
Spång över myren.